# Соснові ліси Куби
Соснові ліси Куби (ідентифікатор WWF: NT0304) — неотропічний екорегіон тропічних та субтропічних хвойних лісів, розташований на Кубі.

## Географія
Екорегіон соснових лісів Куби охоплює ділянки соснових лісів, розташовані на Кубі — найбільшому острові Карибів, який лежить на південь від Флориди і є частиною групи Великих Антильських островів. Найбільші масиви соснових лісів розташовані на заході Куби, у передгір'ях гір Сьєрра-де-лос-Органос в провінції Пінар-дель-Ріо, а також на півночі острова Ісла-де-ла-Хувентуд, другого за площею острова Республіки Куба, розташованого південніше. Раніше цей острів був відомий як Ісла-де-лос-Пінос або Сосновий острів. На сході Куби соснові ліси поширені в горах Сьєрра-Маестра, Сьєрра-Кристал та Ніпе-Сагуа-Баракоа. В горах острова соснові ліси перемежовуються з кубинськими вологими лісами, а на низьких висотах вони переходять у кубинські сухі ліси.
Поширення соснових лісів на Кубі зумовлене едафічними факторами: ці ліси ростуть переважно на кислих ґрунтах, які погано утримують вологу та бідні на мінеральні речовини. Основними типами ґрунтів, поширеними в екорегіоні, є кварцитові піщані ґрунти, латеритні ґрунти та псевдопідзолисті ґрунти (на заході Куби). Через бідність цих ґрунтів з усіх дерев лише сосни, які утворюють ектомікоризний симбіоз з грибами, здатні отримати достатню кількість поживних речовин, щоб мати можливість вирости та утворити ліс.

## Клімат
В межах екорегіону переважає саванний клімат (Aw за класифікацією кліматів Кеппена) або мусонний клімат (Am за класифікацією Кеппена). Середньорічна температура на заході екорегіону становить 25 °C, однак з висотою вона дещо знижується. Середня температура найтеплішого місяця (серпня) становить 28 °C, а середня температура найхолоднішого місяця (січня) — 21,5 °C. Середньорічна кількість опадів на заході екорегіону становить менше 1500 мм. З листопада по квітень триває сухий сезон, а з травня по жовтень — сезон дощів. На сході екорегіону опадів випадає більше, а середні температури загалом дещо нижчі.

## Флора
Соснові ліси Куби характеризуються єдиним деревним ярусом, що складається з сосен та деяких інших дерев, та щільним склерофітним чагарниковим ярусом, що складається переважно з кущів, що належать до родин Маренові (Rubiaceae), Молочаєві (Euphorbiaceae), Миртові (Myrtaceae) та Меластомові (Melastomataceae). В підліску соснових лісів зустрічаються трав'янисті рослини. На деревах ростуть деякі види тілландсій (Tillandsia spp.) та інших епіфітів, а також ліани. Вторинні ліси, що утворилися в результати вирубки, характеризуються більш відкритим лісовим наметом. В їх підліску домінують зубчасті гуао (Comocladia dentata), а трав, ліан та епіфітів зустрічається мало.
У соснових лісах, поширених на заході Куби та на півночі острова Хувентуд, домінують карибські сосни (Pinus caribaea var. caribaea), які виростають до 30 м заввишки, та тропічні сосни (Pinus tropicalis). Серед інших рослин, поширених в цих лісах, слід відзначити дерево нансе (Byrsonima crassifolia), барригонську пальму (Colpothrinax wrightii), кокосову сливу (Chrysobalanus icaco), кубинський дуб (Quercus sagrana), сосновий калофіллум (Calophyllum pinetorum), дрібнолистий еритроксилум (Erythroxylum minutifolium), кахальбанську фанію (Phania cajalbanica), кубинську чорницю (Vaccinium cubense), гіпербену Колумба (Hyperbaena columbica), рожеву клузію (Clusia rosea) та юрагуанську сріблясту пальму (Coccothrinax yuraguana), а також різні види коперніцій (Copernicia spp.), арістід (Aristida spp.) та бородачників (Andropogon spp.).
У лісах, поширених в провінції Пінар-дель-Ріо, в районах, де домінують фералітні ґрунти, зокрема на плато Кахальбана, домінують карибські сосни (Pinus caribaea var. caribaea). Їх підлісок багатий на ендемічні види. У північній частині провінції Пінар-дель-Ріо та на острові Хувентуд, в районах, де домінують оліготрофні кварцитові жовті ґрунти, домінують мішані соснові ліси, основу яких складають карибські сосни (Pinus caribaea var. caribaea), тропічні сосни (Pinus tropicalis) та кубинські дуби (Quercus sagrana). На скелястих південних схилах Сьєрра-де-Кахальбани ростуть сухі соснові ліси, в підліску яких поширені колючі чагарники, ендемічні кахальбанські агави (Agave cajalbanensis) та інші сукуленти.
У лісах, поширених в горах Сьєрра-Маестра, на осипах, що перекривають гранітні породи, переважають сьєрра-маестранські сосни (Pinus maestrensis), а в лісах, поширених в горах Ніпе-Сагуа-Баракоа, — кубинські сосни (Pinus cubensis). Серед інших рослин, поширених в соснових лісах на сході Куби, слід відзначити кубинське драконове дерево або гріньяпо (Dracaena cubensis), деревну жакаранду (Jacaranda arborea) та соснову євгенію (Eugenia pinetorum), а також різні види сідачів (Eupatorium spp.), миртів (Myrtus spp.) та бакхарісів (Baccharis spp.). На сході Куби соснові ліси зустрічаються на більших висотах, ніж на заході острова, досягаючи висоти 800-1800 м над рівнем моря, що робить їх більш вологими та прохолодними. В гірських дощових лісах Східної Куби зустрічаються різноманітні папороті та інші види, характерні для вологих дощових лісів.
Соснові ліси Західної Куби демонструють флористичні зв'язки з лісами Флориди та Юкатану. Вони характеризуються високим рівнем ендемізму, який особливо виражений в горах Сьєрра-де-Кахальбана. Соснові ліси Східної Куби, натомість, демонструють флористичні зв'язки з лісами острова Гаїті, і, як і ліси Західної Куби, характеризуються високим рівнем ендемізму. У соснових лісах екорегіону зустрічається багато ендемічних видів рослин, зокрема низка спеціалізованих видів, що ростуть лише на вапнякових чи серпентинових ґрунтах. Соснові ліси провінції Пінар-дель-Ріо є одним з трьох найбільших центрів флористичного різноманіття на Кубі. У лісах Сьєрра-де-Кахальбани та Сьєрра-Прелюди зустрічається майже 330 видів покритонасінних та 3 види голонасінних рослин, а також 20 видів папоротей. Рівень ендемізму тут є найвищий на усій Кубі, оскільки близько 40 видів рослин зустрічаються лише в цій місцевості.

## Фауна
Орнітофауна екорегіону нараховує близько 250 видів птахів. Серед птахів, поширених у соснових лісах Куби, слід відзначити пурпуровошийого голуба (Patagioenas squamosa), неоарктичного яструба (Accipiter striatus), темну сову (Asio stygius), золотистого декола (Colaptes auratus), багамську гілу (Melanerpes superciliaris), кубинського колібрі-смарагда (Riccordia ricordii), темноголового тирана (Tyrannus caudifasciatus), карибського піві (Contopus caribaeus), кубинського копетона (Myiarchus sagrae), чорновусого віреона (Vireo altiloquus), карибського дрозда (Turdus plumbeus) та антильську танагру (Spindalis zena).
Більшість ендемічних птахів Куби зустрічаються у різноманітних лісах по всьому острову, зокрема в соснових лісах. Серед таких птахів слід відзначити кубинського колібрі-бджолу (Mellisuga helenae) — найменшого птаха світу, що важить лише 2 грами, а також синьоголового голубка (Starnoenas cyanocephala), кубинського тако (Coccyzus merlini), кубинського дрімлюгу (Antrostomus cubanensis), кубинського яструба (Astur gundlachi), кубинську сплюшку (Margarobyas lawrencii), кубинського сичика-горобця (Glaucidium siju), кубинського трогона (Priotelus temnurus), кубинського тоді (Todus multicolor), кубинського дятла (Xiphidiopicus percussus), кубинського амазона (Amazona leucocephala), кубинського аратингу (Psittacara euops), кубинського віреона (Vireo gundlachii), кубинську ворону (Corvus nasicus), жовтоголову ситівку (Teretistris fernandinae), сіроголову ситівку (Teretistris fornsi), кубинського трупіала (Icterus melanopsis), рудоплечого еполетника (Agelaius humeralis), кубинського трупіала-чернеця (Ptiloxena atroviolacea), чорну вівсянку (Melopyrrha nigra) та кубинського потроста (Phonipara canora). Ендемічні кубинські пісняри-лісовики (Setophaga pityophila) зустрічаються майже виключно в соснових лісах екорегіону. Раніше в соснових лісах на сході Куби мешкав ендемічний підвид великодзьобого дятла-кардинала (Campephilus principalis), однак він, ймовірно, вимер наприкінці XX століття.
Більшість ссавців, поширених на Кубі, — це рукокрилі, зокрема майже ендемічні кубинські квіткові листоноси (Phyllonycteris poeyi) та кубинські листокрили (Phyllops falcatus). Серед наземних ссавців, поширених у вологих лісах екорегіону, слід відзначити кубинську хутію (Capromys pilorides), чіпкохвосту хутію (Mysateles prehensilis) та чорнохвосту хутію (Mesocapromys melanurus), а також дуже рідкісного кубинського щілинозуба (Atopogale cubana), який живе лише в гірських лісах на північному сході Куби.

## Збереження
Близько 70 % соснових лісів Куби були знищені та перетворені на сільськогосподарські угіддя. Основними загрозами для збереження природи регіону є вирубка лісів, видобуток корисних копалин, тиск з боку скотарства та туризму, а також пожежі, які можуть швидко спалахувати у сухих, смолистих соснових лісах.
Оцінка 2017 року показала, що 419 км², або 7 % екорегіону, є заповідними територіями. Природоохоронні території включають: Національний парк Туркіно, Національний парк Сьєрра-Кристал, Національний парк Менсура, Біосферний заповідник Сьєрра-дель-Росаріо та Інтегровану зону управління Міл-Кумбрес.